# SC-ESV Parndorf
Maillots
Le SC-ESV Parndorf 1919 est un club de football autrichien basé à Parndorf.

## Historique
- 1919 : fondation du club sous le nom de SC Parndorf
- 1988 : fusion avec le ESV Parndorf en SC-ESV Parndorf 1919